# Aschraf Khan

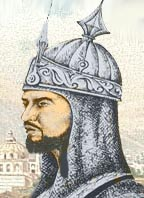
Aschraf Khan Hotaki

Aschraf Khan († 1729) war ein Herrscher aus der Hotaki-Dynastie. Die Hotakis hatten gegen ihre Oberherrn die Safawiden rebelliert und diese dann 1722 entmachtet. Aschraf Khan war ein Paschtune aus dem Stammesföderation der Ghilzai, der den Thron 1725 nach dem Tod von Mir Mahmud Hotaki bestieg. Er war ein Neffe des Mir Wais Hotak und während seiner Herrschaft verfiel das Reich der Hotaki rasch unter dem Druck der Osmanen, des Russischen Reiches und des persischen Widerstandes.
Aschraf widerstand aber den Angriffen der Russen und der Osmanen. Die Osmanen wurden in einer Schlacht in der Nähe von Kermānschāh besiegt, obwohl sie schon nur noch paar Kilometer von der Hauptstadt Isfahan entfernt standen. Die Niederlage führte zu Verhandlungen mit der Hohen Pforte, die nur kurz unterbrochen wurden, weil der Vertreter Aschrafs darauf bestand, dass er der Kalif des Ostens und der osmanische Sultan Kalif des Westens sein solle. Dies verärgerte die Osmanen zwar sehr, aber am Ende wurde in Hamadan im September 1727 doch noch ein Vertrag abgeschlossen.
Am Ende besiegte Nadir Qoli Beg – später besser bekannt als Nadir Schah – Aschraf Khan Ende September 1729 in der Schlacht von Damghan und vertrieb ihn aus Persien in den Osten. Während des Rückzuges wurde Ashraf Khan durch einen belutschischen Stammesangehörigen ermordet. Dies geschah womöglich auf Befehl seines Cousins, der damals über Kandahar herrschte.
Sein Tod markierte das Ende der Hotaki-Dynastie, doch dies war nur eine kurze Episode, bevor das unabhängige paschtunische Königreich gegründet wurde. Dieses Durranireich war der Vorläufer des Staates Afghanistan.